# TCP Wrapper
 (décembre 2019).
Si vous disposez d'ouvrages ou d'articles de référence ou si vous connaissez des sites web de qualité traitant du thème abordé ici, merci de compléter l'article en donnant les références utiles à sa vérifiabilité et en les liant à la section « Notes et références ».
TCP Wrapper est un terme anglais qui signifie littéralement emballage TCP. Il s'agit d'une technique de sécurité particulière aux réseaux gérés par des systèmes Unix.
Afin de restreindre et de tracer les accès de certains services en fournissant l'origine de la requête sans pour autant changer les sources des daemon ni réduire l'accès à des services qui permettraient les tentatives d'intrusion, un programme se charge de lancer le serveur voulu si le client est autorisé à se connecter.

## Principe
Initialement seulement disponible pour les super-serveurs (en) comme inetd, ce service d'ACL réseau est disponible à tout daemon qui est lié avec la bibliothèque logicielle libwrap.
Il permet de filtrer l'accès aux services par adresse IP, sous-réseau, et nom d'hôte. En comparaison du contrôle d'accès qu'on trouve généralement dans la configuration des services, TCP Wrapper permet la reconfiguration à chaud sans avoir besoin de redémarrer un service pour modifier les règles de filtrage.